# Eritrea a 2008. évi nyári olimpiai játékokon
Eritrea a kínai Pekingben megrendezett 2008. évi nyári olimpiai játékok egyik részt vevő nemzete volt. Az országot az olimpián 1 sportágban 10 sportoló képviselte, akik érmet nem szereztek.

## Atlétika
Férfi
| Versenyző            | Versenyszám | Előfutam | Előfutam | Előfutam | Elődöntő | Elődöntő | Elődöntő | Döntő         | Döntő         |
| Versenyző            | Versenyszám | Idő      | Hely.    | Össz.    | Idő      | Hely.    | Össz.    | Idő           | Helyezés      |
| -------------------- | ----------- | -------- | -------- | -------- | -------- | -------- | -------- | ------------- | ------------- |
| Hais Welday          | 1500 m      | 3:45,06  | 9.       | 40.      | kiesett  | kiesett  | kiesett  | kiesett       | kiesett       |
| Ali Abdalla          | 5000 m      | 13:49,68 | 5.       | 22.      |          |          |          | kiesett       | kiesett       |
| Kidane Tadase        | 5000 m      | 13:37,72 | 4.       | 4.       |          |          |          | 13:28,40      | 10.           |
| Kidane Tadase        | 10 000 m    |          |          |          |          |          |          | 27:36,11      | 12.           |
| Zersenay Tadese      | 10 000 m    |          |          |          |          |          |          | 27:05,11      | 5.            |
| Teklemariam Medhin   | 10 000 m    |          |          |          |          |          |          | 28:54,33      | 32.           |
| Yared Asmerom        | Maraton     |          |          |          |          |          |          | 2:11:11       | 8.            |
| Yonas Kifle          | Maraton     |          |          |          |          |          |          | 2:20:23       | 36.           |
| Tesfayohannes Mesfin | Maraton     |          |          |          |          |          |          | nem ért célba | nem ért célba |

Női
| Versenyző          | Versenyszám | Előfutam | Előfutam | Előfutam | Döntő   | Döntő    |
| Versenyző          | Versenyszám | Idő      | Hely.    | Össz.    | Idő     | Helyezés |
| ------------------ | ----------- | -------- | -------- | -------- | ------- | -------- |
| Simret Sultan      | 5000 m      | 15:16,25 | 8.       | 17.      | kiesett | kiesett  |
| Nebiat Habtemariam | Maraton     |          |          |          | 2:37:03 | 47.      |